# John Cain Arena
La John Cain Arena, precedentemente conosciuta come Melbourne Arena, Hisense Arena e Vodafone Arena, è una parte del complesso di Melbourne Park, situato nella città di Melbourne, nella regione del Victoria in Australia. È uno dei più importanti stadi dove si svolgono gli Australian Open. È stato costruito nel 1999 ed ha una capacità di 9.500 posti a sedere per il tennis.

## Nome
Durante la costruzione fu fatto riferimento all'impianto come Melbourne Park Multi-Purpose Venue, ma al momento dell'inaugurazione nel 2000 furono immediatamente ceduti i diritti e cambiò nome in Vodafone Arena.
Otto anni dopo questi furono acquistati dalla Hisense con un accordo della durata di sei anni, durante i quali nel 2006 fu utilizzato il nome originario in occasione dei Giochi del Commonwealth.
Nel 2014 l'accordo fu esteso per altri tre anni fino al luglio 2017, ma il nome Hisense Arena rimase ben oltre la scadenza del contratto a titolo gratuito.
Nell'agosto 2018 Tennis Australia acquistò i diritti per cinque anni optando per Melbourne Arena, un nome "iconico" e slegato da marchi commerciali, il 3 febbraio 2020 il premier dello stato di Victoria Daniel Andrews annunciò l'intitolazione dell'impianto a John Cain Jr., premier dello stato dal 1982 al 1990 deceduto poche settimane prima, che contribuì alla nascita di Melbourne Park e di conseguenza al mantenimento del torneo tennistico del grande slam a Melbourne a metà degli anni 80 abbandonando la sede del Kooyong Lawn Tennis Club. L'effettivo cambio di nome avvenne nel dicembre dello stesso anno.